# Paule Arielle Olomo
Paule Arielle Olomo, född 30 januari 2001, är en volleybollspelare (center). Hon spelar med Kameruns landslag och deltog med dem i VM 2022. 